# Egysejt-vizsgálat
Az egysejt-vizsgálat az idegtudományok területén használt eljárás, mellyel egyetlen idegsejt elektrofiziológiai reakcióit rögzítik mikroelektródák segítségével. Amikor egy idegsejt akciós potenciált hoz létre, a jel a sejten elektromos áramként halad végig. A sejttest és az axon gerjeszthető membránterületein az elektromos áram ki- és beáramlik. Az agyba helyezett mikroelektródákon keresztül lehetséges rögzíteni az elektromos feszültség időbeli változásait. Ezek az elektródák olyan finom hegyű, magas ellenállású vezetők, melyek többnyire üvegből, platinából vagy volfrámból készülnek. A mikroelektródát nagy körültekintéssel a sejtmembránba (vagy ahhoz közel) helyezik, így lehetőség van extracelluláris (sejten kívüli) és intracelluláris (sejten belüli) méréseket végezni. 
Az egysejt-vizsgálatokat gyakran használják a kognitív tudományokban, mivel segítségével információkat lehet szerezni az emberi megismerő folyamatokról és az agykéreg funkcionális szerkezetéről. A rendelkezésre álló információk alapján olyan agy-gép interfészek kifejlesztése válik lehetővé, melyek közvetlenül az agyi jelek alapján vezérlik a különböző eszközöket.

## Áttekintés
Számos módszer létezik az agyi aktivitás rögzítésére, pl.: elektroenkefalográfia (EEG), magnetoenkefalográfia (MEG), és a funkcionális mágneses rezonanciás képalkotó eljárás (fMRI), azonban ezek közül egyik sem képes idegsejt méretű térbeli felbontásra. A neuronok az alapvető funkcionális egységek az agyban, melyek elektromos jel formájában információt szállítanak sejttestükön keresztül (akciós potenciál). Jelenleg az egysejt-vizsgálatok nyújtják a legpontosabb információt a sejtszintű idegrendszeri folyamatokról. Az egysejt-vizsgálatok célpontja az olyan tüzelő neuron, melynek akciós potenciálja határozottan elkülöníthető egy rögzítő mikroelektróda által.
Az eljárás középpontjában a neuronon keresztülhaladó elektromos áram áll. Ahogy az akciós potenciál végighalad egy sejten, az áram ki- és beáramlik a sejttest és az axon membránfelszínén. Ez az áramlás mérhető feszültséget hoz létre a sejten belül és kívül egyaránt. Emiatt két alapvető formája különíthető el az egysejt-vizsgálatoknak. Az intracelluláris egysejt-vizsgálatok a sejten belül zajlanak, a feszültségváltozást az idő függvényében a sejtmembránon rögzítik az akciós potenciálok jelentkezése során. Ez alapján meghatározhatóak a nyugalmi membrán potenciálok, posztszinaptikus potenciálok és a sejttesten vagy axonon keletkező tüskék. Az extracelluláris vizsgálat esetében a mikroelektródát a sejtfelszínhez közel helyezik el, így a feszültségváltozásokból csak a tüskékre vonatkozó információk nyerhetőek. Különböző fajtájú elektródákat lehet használni az egysejt-vizsgálatokhoz, alapvetően azonban finom hegyű, nagy ellenállású, jó elektromos vezető anyagokat használnak. A finom hegy előnye, hogy könnyebb behatolást tesz lehetővé a sejt komolyabb roncsolása nélkül, azonban jelentősen befolyásolja az elektróda ellenállását. Az elektromos és ionos vezetőképesség miatt polarizálható és nem polarizálható elektródák is használhatóak. Többnyire két fő elektródacsoport használatos: üveg mikropipetták és fém elektródák. Az elektrolittal töltött üveg mikropipettákat főként az intracelluláris vizsgálatokban alkalmazzák, míg a fém elektródákat (rozsdamentes acél, platina, volfrám vagy irídium) mindkét vizsgálati módszerben alkalmazzák.
Az egysejt-vizsgálatok által egyedi módon vált vizsgálhatóvá az agyműködés és az így nyert eredményeket új technológiákban alkalmazzák. A kognitív területen dolgozó kutatók állatok és emberek agyán végzett egysejt-vizsgálatokkal a viselkedés és agyi funkciók kapcsolatát vizsgálják. Az elektródákat epilepsziás betegek agyába helyezve megállapítható az epileptikus góc helye. Legújabban az egysejt-regisztrátumokat agy-gép interfészek kialakítására használják. Az agy-gép interfészek az agyi jeleket rögzítik, melyeket a kívánt cselekvésre dekódolnak, ami ezután egy külső gép irányítására (számítógép kurzor, művégtag) használható.

## Történet
Az egysejt-vizsgálatok lehetőségének előzménye annak felfedezése volt, hogy az idegrendszer elektromos tulajdonságokkal rendelkezik. Azóta az egysejt-vizsgálat az idegrendszer mechanizmusainak és funkcióinak tanulmányozásában alapvető eljárássá vált. Az évek során az egysejt-vizsgálatok segítették az agykéreg topografikus leképeződésének pontosabb megértését is. A mikroelektróda hálózatok kifejlesztésével lehetségessé vált több sejt egyidejű vizsgálata is.
- 1790-es évek: Az idegrendszer elektromos aktivitásának első megfigyelése Luigi Galvanitól származik, aki felboncolt békákon kísérletezett az 1790-es években. Felfedezte, hogy az elpusztult béka lábát elektromos szikrával rángatózásra lehet késztetni.[6]
- 1888: Santiago Ramón y Cajal spanyol idegtudós forradalmasította az idegtudományt neuron-elméletével, melyben leírta az idegrendszer szerkezetét, és az alapvető funkcionális egységek – neuronok- jelenlétét. 1906-ban munkájáért orvosi Nobel-díjban részesült.[7]
- 1928: Edgar Adrian volt az első, aki képes volt elektromos jeleket elvezetni az idegrendszerből. 1928-as ”The Basis of Sensation” című publikációjában leírja, ahogyan elektromos jeleket vezetett el egy idegrostból Lippmann-elektrométer segítségével. 1932-ben Nobel-díjat kapott a neuronok funkciójának felfedezéséért.[8]
- 1940: Renshaw, Forbes és Morrison macskák hippokampuszában lévő piramissejtekből vezettek el elektromos jeleket üveg mikroelektródák segítségével.[9]
- 1950: Woldring és Dirken platina vezetékekkel képesek voltak agykérgi elektromos tüske aktivitást regisztrálni.[10]
- 1952: Li és Jasper macskák agykérgén vizsgálta az elektromos aktivitást, a Renshaw, Forbes és Morrison által kidolgozott módszerrel.[11] A Hodgkin-Huxley modell felfedezése, óriás tintahal axonján határozták meg az akciós potenciál pontos mechanizmusát.[12]
- 1953: Irídium mikroelektródákat fejlesztenek ki a mérésekhez.[13]
- 1957: John Eccles intracelluláris egysejt-vizsgálatot alkalmaz a motoneuronok szinaptikus mechanizmusának tanulmányozására. 1963-ban Nobel-díjat kap a kutatásaiért.
- 1958: Rozsdamentes acél elektródák kifejlesztése.[14]
- 1959: David H. Hubel és Torsten Wiesel éber, mozgó macskákon végzett vizsgálatokat volfrám elektródákkal. A vizuális kéreg feltérképezésében elért eredményeikért Nobel-díjban részesültek 1981-ben.
- 1960: Üveg szigetelésű platina elektródák kifejlesztése.[15]
- 1967: Marg és Adams mikroelektróda hálózattal egyszerre több neuron aktivitását regisztrálja egy betegen diagnosztikus és terápiás agyműtét során.[16]
- 1978: Schmidt és munkatársai majmok agykérgébe ültettek tartósan mikroelektródákat, melyekkel kimutatták, hogy képesek megtanítani az állatokat arra, hogy a neurális tüzelés ütemét szabályozzák. Ez egy lényeges bizonyíték volt arra, hogy az agy-gép interfészek megvalósíthatóak lehetnek.[17]
- 1981: Kruger és Bach 30 elektródából álló hálózatot alkalmaz több idegsejt egyidejű aktivitásának vizsgálatához.[18]
- 1992: A ”Utah Intracortical Electrode Array” (UIEA) kifejlesztése, mely hozzáférést adott a kérgi sejtek oszlopos szerkezetéhez.[19][20]
- 1994: A Michigan Array kifejlesztése, ami egy szilikon alapú többszörös jel elvezetést lehetővé tevő szerkezet. Ezt a technológiát alapul véve, megalakul a NeuroNexus nevű neurotechnológiával foglalkozó magáncég.[21]
- 1998: Áttörés az agy-gép interfészek fejlesztésében. Kennedy és Bakay kifejleszt egy olyan elektródahálózatot, mellyel az amyotrofikus laterális szklerózisban (a szándékos mozgás képességének elvesztése) szenvedők képessé válnak az egérkurzor mozgatására agyi jeleik segítségével.[22]

## Elektrofiziológia
Az egysejt-regisztrátum eljárás az idegsejtek elektromos aktivitásának rögzíthetőségén alapszik.

### Idegsejt potenciálok és elektródák
Amikor egy elektróda ionos vizes oldatba kerül a kationok és anionok reakcióba lépnek az elektródával, így létrejön egy elektróda-elektrolit érintkezési felület. A kialakult felszínt Helmholtz-rétegnek nevezik. Az elektródán töltéseloszlás jön létre, ami potenciálváltozást hoz létre, ami egy referenciaelektródával mérhető. A nem polarizálható elektródák visszafordítható reakcióba lépnek (az oldatban lévő ionok felveszik és leadják a töltést). Ez az elektródán elektromos áramot indít el, így a feszültségváltozás mérhető az idő függvényében. Jellemzően a nem polarizálható elektródák üveg mikropipetták, melyeket ionos oldattal vagy fémmel töltenek fel. Egyéb esetben az ideális polarizált elektródák (fém elektródák) nem változtatják meg az ionokat, ezért az ionok és elektronok a fém felszínén az oldat potenciáljának megfelelően polarizálódnak. A töltések elrendeződése következtében elektromos kettős réteg alakul ki az elektróda felszínén, így a fém kondenzátorként funkcionál. A kapacitív reaktanciában bekövetkező időbeli változások mérhetőek, és feszültségváltozássá alakíthatóak egy átvezető áramkör beiktatásával. Ezzel az eljárással a neuronok akciós potenciálja által kiváltott potenciálváltozások mérhetőekké válnak. 
Intracellulárisan az elektródák közvetlenül képesek az akciós- nyugalmi és posztszinaptikus potenciálokat rögzíteni. Amikor egy idegsejt tüzel az elektromos áram ki- és beáramlik a sejttest és az axonok sejtmembránján keresztül, ami elektromos potenciált hoz létre a sejt körül. A neuronhoz közel helyezett elektródák képesek érzékelni az extracelluláris potenciálváltozásokat, melyek tüskeként jelennek meg.

### Kísérleti elrendezés
Az egysejt-vizsgálat kivitelezéséhez alapvetően szükség van mikroelektródákra, erősítőre, mikromanipulátorokra és rögzítő berendezésre. A vizsgálat célja határozza meg a használandó mikroelektróda fajtáját. Az elektródák nagy ellenállása problémát jelent a jel erősítés során. Ha egy hagyományos alacsony bemeneti ellenállású erősítőhöz kapcsolódna az elektróda, nagy potenciálzuhanás lenne a mikroelektródán, így az erősítő csak a valódi potenciál kis részét lenne képes rögzíteni. Ennek a problémának a kiküszöbölésére egy katódkövető erősítőt kell használni, ami a feszültséget összesítve továbbítja a hagyományos erősítőbe a jelet. A mikromanipulátorok segítségével lehetséges az elektródák pontos behelyezése az agyba, ami az intracelluláris rögzítések esetében különösen fontos. 
Végül a jeleket a rögzítő berendezésbe kell juttatni. Az erősítést követően a jelet különböző módszerekkel szűrni kell. Régebben oszcilloszkóppal és kamerával rögzítették a jeleket, manapság azonban, a jelet analóg-digitális konverterrel átalakítják, majd számítógépen tárolják.

## A mikroelektródák fajtái
Az egysejt-vizsgálatok során két alapvető elektródatípus használatos: üveg mikropipetták, és fém elektródák. Mindkét fajta elektróda nagy impedanciával rendelkezik azonban a fém elektródák frekvencia-függő ellenállással rendelkeznek. Az üveg mikropipetták ideálisak a nyugalmi- és akcióspotenciálok mérésére, míg a fém elektródák főként az extracelluláris tüskék mérésére alkalmasak. Mindkét fajta elektródának eltérő tulajdonságai és korlátai vannak, amiket a vizsgálat céljának függvényében lehet mérlegelni. 

### Üveg mikropipetták
Az üveg mikropipettákat ionos oldattal töltik meg, annak érdekében, hogy vezetőképességük megfelelő legyen. Ideális esetben az ionos oldatban található ionoknak hasonlóaknak kell lenniük azokhoz, amelyek a vizsgálat során körülveszik majd az elektródát, továbbá a két oldat koncentrációjának is meg kell egyeznie. Az ionoknak a kísérlet igényeinek megfelelő áramszállítási kapacitással kell rendelkezniük. Lényeges, hogy a beavatkozás ne okozzon biológiai változást abban a sejtben, amiből a rögzítés történik. Az ezüst-ezüstklorid elektródákat főként kálium kloridos oldattal használják. Az üveg mikroelektródák vékony hegye nagy ellenállással és nagy kapacitív reaktanciával rendelkezik. A hegy mérete általában 0.5-1.5 µm közötti, az ellenállása 10-50 MΩ. A finom hegy lehetővé teszi, hogy a sejtmembránt minimális károsodással, könnyen lehessen átszúrni intracelluláris rögzítések céljából. Az üveg mikropipetták ideálisak a nyugalmi potenciál mérésére, de kisebb mértékű finomhangolással akciós potenciálok mérésére is alkalmasak. Néhány lényeges dolgot meg kell fontolni az üveg elektródák használatakor. Az üveg elektródák nagy ellenállását ellensúlyozni kell egy katód-követő használatával, ami első-fokú erősítőként funkcionál. Továbbá nagy kapacitív reaktancia képződik az üveg és a vezető folyadék között, ami csökkentheti a magas frekvenciájú idegi válaszokat. Az elektromos interferenciával mindig számolni kell az elektródák és az erősítők között.

### Fém elektródák
A fém elektródák számos fajta fémből készülhetnek, mint szilikon, platina, volfrám. Tulajdonságaikban hasonlóak egy ”lyukas elektrolitos kondenzátorhoz, aminek nagyon magas az alacsony frekvenciás ellenállása, és alacsony a magas frekvenciás ellenállása”. Az üveg elektródákhoz képest alkalmasabbak az extracelluláris potenciálváltozások mérésére. A fém elektródák magas jel-zaj aránnyal rendelkeznek, ami miatt a tüske jeleket könnyen lehet velük detektálni és keménységük miatt könnyebb az agyszöveteken keresztülvezetni őket. Végül, nagy mennyiségben történő előállításuk és a hegy méretének kialakítása jóval egyszerűbb. A platina elektródák platinával vannak bevonva és üveg szigeteléssel rendelkeznek. Az egyetlen limitáció, hogy a hegyük nagyon vékony és törékeny. A szilikon elektródák keményebb mechanikai tulajdonságokkal rendelkeznek és egy elektródán lehetőség van több mérési hely használatára is. A wolfram elektródák kifejezetten érdesek és nagyon stabil jeleket szolgáltatnak. A wolfram elektródák nagyon vékony hegyükkel képesek a magas frekvenciák rögzítésére, azonban alacsony frekvenciákon nagyon zajosak. Az emlősök idegrendszerében gyorsak a jelek, a zajt high-pass szűrővel lehet kiszűrni. A lassú jelek azonban elvesznek ilyen szűrési módszerrel, ezért a wolfram elektródák nem alkalmasak az ilyen feladatokra.

## Az egysejt-vizsgálatok fajtái
Az egysejt-vizsgálatoknak két fajtája létezik: extracelluláris és intracelluláris. Míg az extracelluláris mérések csak tüske-információval szolgálnak, az intracelluláris mérések nyugalmi és posztszinaptikus potenciál mérésekre is alkalmasak. Az alkalmazott módszer a vizsgálat céljainak függvénye.

### Intracelluláris mérések
Az intracelluláris mérésekhez az elektródát a sejtmembránon keresztül be kell vezetni a sejttestbe. Többnyire üveg mikroelektródák használatosak az intracelluláris mérésekhez, mivel nagy ellenállásukkal pontosabban mérhetőek a nyugalmi potenciálok. Továbbá a nagyon vékony üveghegyű elektródák kevesebb károsodást okoznak az idegsejtben, amikor áthatolnak membránjukon. Az intracelluláris egysejt-vizsgálattal sokkal részletesebb információt lehet nyerni az egyedi sejtek tüzeléséről, mivel mind a sejttestből, mind az axonokból származó nyugalmi, posztszinaptikus és akciós potenciálváltozásokról szolgáltat információt. A módszer egyik korlátja, hogy csak a nagyobb sejtekből lehet méréseket végezni, így a távolabbi denditekben és axonokban zajló folyamatokról kevesebb információt nyújt. A kisebb méretű neuronok esetében nehezen kivitelezhető, így többnyire extracelluláris mérésekkel kell kiegészíteni.

### Extracelluláris mérések
Az extracelluláris egysejt-vizsgálatok a sejten kívüli akciós potenciálok mérésére alkalmasak. A fém vagy üveg mikroelektródákat a neuronok közelébe kell elhelyezni. Az extracelluláris mérések által a - kis méretű elektródának köszönhetően - szinte bármilyen méretű idegsejt tüzelési mintázata vizsgálható. Előnye, hogy a neuronok károsodása nélkül is hosszabb időn keresztül mérhető az egyedi idegsejt aktivitása. Emiatt sokkal könnyebb éber és mozgó állatok esetében is a jelek elvezetése. A módszer hátránya, hogy a nyugalmi és posztszinaptikus membránpotenciálokról nem nyújt információt. Az eljárást főként az intracelluláris akcióspotenciálok és extracelluláris tüskék közti kapcsolat vizsgálatára használják.

## Alkalmazási területek
Az egysejt-vizsgálatok lehetővé tették az egyedi sejtek aktivitásának megfigyelését. Ennek segítségével feltárhatóvá vált a különböző agyterületek funkciója és viselkedésben játszott szerepe. Legújabban az eljárással lehetségessé vált olyan eszközök készítése, amelyeket közvetlenül agyi jelekkel lehet irányítani.

### Kognitív tudományok
Az idegrendszer strukturális és funkcionális vizsgálatára kifejlesztett non-invazív eljárások nem rendelkeznek kellően nagy felbontással. Ennek ellensúlyozására invazív módszerek kerültek kifejlesztésre. Az egysejt-vizsgálatok nagy téri és időbeli felbontással képesek információt szolgáltatni az agyműködés strukturális, funkcionális és viselkedéses összefüggéseiről. Azzal, hogy az idegsejtek szintjén lehetséges az agyműködést vizsgálni a kutatók képesek voltak a viselkedést és az agyterületeket egymással kapcsolatba hozni és olyan térképeket készíteni, melyek az információ agyban történő áramlását követik nyomon. Például Borand és munkatársai egysejt-vizsgálatok segítségével képesek voltak a bazális ganglionok struktúráját feltárni Parkinson-kórban szenvedő betegek esetében. A kiváltott potenciálokkal lehetséges a viselkedés agyi funkciókkal történő megfeleltetése. Különféle viselkedéses reakciók kiváltásával mérhető, hogy mely agyterületek aktiválódnak. Ezzel a módszerrel az észlelést, emlékezetet, nyelvi funkciókat, érzelmeket és motoros vezérlést is vizsgálták.

### Agy-gép interfész
Az agy-gép interfészek fejlesztése az utóbbi 20 évben kezdődött meg. Az egyes neuronok potenciálváltozásait mérve az agy-gép interfészek képesek a jelek dekódolása után az információt külső eszközök felé továbbítani, amivel számítógép kurzort vagy művégtagokat lehet irányítani. Az agy-gép interfészekkel lehetségessé válhat paralízisben vagy neurológiai megbetegedésekben szenvedő betegek életminőségének javítása. A technológia széles körű klinikai alkalmazása egyelőre nem elérhető, mivel az eszközök még nem elég megbízhatóak a jelrögzítésben. A feltételezések szerint ez annak tudható be, hogy a beültetett elektródák körül olyan gyulladásos reakciók jelentkeznek, amik az idegsejtek elhalásához vezetnek, így csökken a jelet adó neuronok száma. 2004-ben indult a BrainGate nevű klinikai vizsgálat, melynek célja annak kiderítése volt, hogy milyen mértékben megvalósítható és biztonságos egy 100 elektródából álló szilikon alapú agykéregbe ültetett interfész használata. A kutatás sikeresnek bizonyult, 2011-ben került publikálásra egy tanulmány, amiben egy tetraplégiában (négy végtag bénulása) szenvedő beteg a beavatkozás következtében képessé vált a számítógép használatára.

## Fordítás
- Ez a szócikk részben vagy egészben  a   Single-unit_recording című angol Wikipédia-szócikk fordításán alapul.  Az eredeti cikk szerkesztőit annak laptörténete sorolja fel. Ez a jelzés csupán a megfogalmazás eredetét és a szerzői jogokat jelzi, nem szolgál a cikkben szereplő információk forrásmegjelöléseként.